# Lijst van records uit de Ronde van Frankrijk
Deze lijst bevat records uit de Ronde van Frankrijk van 1903 tot nu.

## Meeste eindoverwinningen
| Aantal | Renner           | Jaar                         |
| ------ | ---------------- | ---------------------------- |
| 5x     | Jacques Anquetil | 1957, 1961, 1962, 1963, 1964 |
| 5x     | Eddy Merckx      | 1969, 1970, 1971, 1972, 1974 |
| 5x     | Bernard Hinault  | 1978, 1979, 1981, 1982, 1985 |
| 5x     | Miguel Indurain  | 1991, 1992, 1993, 1994, 1995 |
| 4x     | Tadej Pogačar    | 2020, 2021, 2024, 2025       |
| 4x     | Chris Froome     | 2013, 2015, 2016, 2017       |
| 3x     | Philippe Thys    | 1913, 1914, 1920             |
| 3x     | Louison Bobet    | 1953, 1954, 1955             |
| 3x     | Greg LeMond      | 1986, 1989, 1990             |

## Meeste keren op de 2e plaats geëindigd
| Aantal | Renner           | Jaar                               |
| ------ | ---------------- | ---------------------------------- |
| 6x     | Joop Zoetemelk   | 1970, 1971, 1976, 1978, 1979, 1982 |
| 5x     | Jan Ullrich      | 1996, 1998, 2000, 2001, 2003       |
| 3x     | Raymond Poulidor | 1964, 1965, 1974                   |
| 3x     | Jonas Vingegaard | 2021, 2024, 2025                   |

## Meeste keren op de 3e plaats geëindigd
| Aantal | Renner           | Jaar                         |
| ------ | ---------------- | ---------------------------- |
| 5x     | Raymond Poulidor | 1962, 1966, 1969, 1972, 1976 |
| 3x     | Lucien Van Impe  | 1971, 1975, 1977             |

## Meeste keren op de 2e of 3e plaats
| Aantal | Renner           | Jaar                                          |
| ------ | ---------------- | --------------------------------------------- |
| 8x     | Raymond Poulidor | 1962, 1964, 1965, 1966, 1969, 1972, 1974,1976 |
| 6x     | Joop Zoetemelk   | 1970, 1971, 1976, 1978, 1979, 1982            |
| 5x     | Jan Ullrich      | 1996, 1998, 2000, 2001, 2003, 2005*           |

* Ullrich werd in 2012 schuldig bevonden voor dopinggebruik door het TAS, waardoor alle resultaten sinds 1 mei 2005 zijn geschrapt.

## De 3 oudste renners op het eindpodium
| Nr. | Renner                 | Plaats | Leeftijd                     | Jaar |
| --- | ---------------------- | ------ | ---------------------------- | ---- |
| 1   | Raymond Poulidor       | 3e     | 40 jaar 3 maanden            | 1976 |
| 2   | Jean-Christophe Péraud | 2e     | 37 jaar 2 maanden en 5 dagen | 2014 |
| 3   | Firmin Lambot          | 1e     | 36 jaar 4 maanden en 9 dagen | 1922 |

## De 10 jongste Tourwinnaars[2]
| Nr. | Renner           | Leeftijd                     |
| --- | ---------------- | ---------------------------- |
| 1   | Henri Cornet     | 19 jaar en 352 dagen in 1904 |
| 2   | Tadej Pogačar    | 21 jaar en 365 dagen in 2020 |
| 3   | François Faber   | 22 jaar en 187 dagen in 1909 |
| 4   | Egan Bernal      | 22 jaar en 196 dagen in 2019 |
| 5   | Octave Lapize    | 22 jaar en 280 dagen in 1910 |
| 6   | Felice Gimondi   | 22 jaar en 289 dagen in 1965 |
| 7   | Philippe Thys    | 22 jaar en 292 dagen in 1913 |
| 8   | Laurent Fignon   | 22 jaar en 346 dagen in 1983 |
| 9   | Romain Maes      | 22 jaar en 352 dagen in 1935 |
| 10  | Jacques Anquetil | 23 jaar en 193 dagen in 1957 |

## De 10 oudste Tourwinnaars[2]
| Nr. | Renner          | Leeftijd                     |
| --- | --------------- | ---------------------------- |
| 1   | Firmin Lambot   | 36 jaar en 130 dagen in 1922 |
| 2   | Henri Pélissier | 34 jaar en 180 dagen in 1923 |
| 3   | Cadel Evans     | 34 jaar en 160 dagen in 2011 |
| 4   | Gino Bartali    | 34 jaar en 8 dagen in 1948   |
| 5   | Lucien Buysse   | 33 jaar en 309 dagen in 1926 |
| 6   | Joop Zoetemelk  | 33 jaar en 230 dagen in 1980 |
| 7   | Maurice Garin   | 33 jaar en 142 dagen in 1903 |
| 8   | Firmin Lambot   | 33 jaar en 134 dagen in 1919 |
| 9   | Léon Scieur     | 33 jaar en 126 dagen in 1921 |
| 10  | Carlos Sastre   | 33 jaar en 97 dagen in 2008  |

## Tourwinnaars die in hetzelfde jaar ook het puntenklassement en bergklassement wonnen
|    | Renner      | Jaar |
| -- | ----------- | ---- |
| 1x | Eddy Merckx | 1969 |

## Tourwinnaars die in hetzelfde jaar ook het puntenklassement wonnen
|    | Renner          | Jaar             |
| -- | --------------- | ---------------- |
| 3x | Eddy Merckx     | 1969, 1971, 1972 |
| 1x | Bernard Hinault | 1979             |

## Tourwinnaars die in hetzelfde jaar ook het bergklassement wonnen
|    | Renner              | Jaar             |
| -- | ------------------- | ---------------- |
| 3x | Tadej Pogačar       | 2020, 2021, 2025 |
| 2x | Gino Bartali        | 1938, 1948       |
| 2x | Fausto Coppi        | 1949, 1952       |
| 2x | Eddy Merckx         | 1969, 1970       |
| 1x | Sylvère Maes        | 1939             |
| 1x | Federico Bahamontes | 1959             |
| 1x | Carlos Sastre       | 2008             |
| 1x | Chris Froome        | 2015             |
| 1x | Jonas Vingegaard    | 2022             |

## Tourwinnaars die in hetzelfde jaar geen etappezege behaalden
|    | Renner          | Jaar |
| -- | --------------- | ---- |
| 1x | Firmin Lambot   | 1922 |
| 1x | Roger Walkowiak | 1956 |
| 1x | Gastone Nencini | 1960 |
| 1x | Lucien Aimar    | 1966 |
| 1x | Greg LeMond     | 1990 |
| 1x | Óscar Pereiro   | 2006 |
| 1x | Chris Froome    | 2017 |
| 1x | Egan Bernal     | 2019 |

## Tourwinnaars die de gele trui de hele Tour droegen
|    | Renner             | Jaar |
| -- | ------------------ | ---- |
| 1x | Ottavio Bottecchia | 1924 |
| 1x | Nicolas Frantz     | 1928 |
| 1x | Romain Maes        | 1935 |
| 1x | Jacques Anquetil   | 1961 |

## Tourwinnaars die de gele trui de laatste dag pas kregen
|    | Renner      | Jaar |
| -- | ----------- | ---- |
| 1x | Jean Robic  | 1947 |
| 1x | Jan Janssen | 1968 |
| 1x | Greg LeMond | 1989 |

## Grootste aantal geletruidragers in één Tour
|    | Renners (#) | Jaar |
| -- | --- | ---- |
| 8x | André Darrigade (5) Jos Hoevenaars (1) Wim van Est (2) Gilbert Bauvin (1) Gerrit Voorting (3) Raphaël Géminiani (4) Vito Favero (6) Charly Gaul (2)     | 1958 |
| 8x | Jelle Nijdam (1) Lech Piasecki (2) Erich Mächler (6) Charly Mottet (7) Martial Gayant (2) Jean-François Bernard (1) Pedro Delgado (4) Stephen Roche (3) | 1987 |

## Debutanten als tourwinnaars
| Renner            | Jaar |
| ----------------- | ---- |
| Maurice Garin     | 1903 |
| Henri Cornet      | 1904 |
| Louis Trousselier | 1905 |
| Jean Robic        | 1947 |
| Fausto Coppi      | 1949 |
| Jacques Anquetil  | 1957 |
| Felice Gimondi    | 1965 |
| Eddy Merckx       | 1969 |
| Bernard Hinault   | 1978 |
| Laurent Fignon    | 1983 |
| Tadej Pogačar     | 2020 |

## Kleinste tijdsverschillen tussen de winnaar en de tweede
| Verschil | Winnaar          | Tweede             | Jaar |
| -------- | ---------------- | ------------------ | ---- |
| 8"       | Greg LeMond      | Laurent Fignon     | 1989 |
| 23"      | Alberto Contador | Cadel Evans        | 2007 |
| 32"      | Óscar Pereiro    | Andreas Klöden     | 2006 |
| 38"      | Jan Janssen      | Herman Vanspringel | 1968 |
| 40"      | Stephen Roche    | Pedro Delgado      | 1987 |

## Grootste tijdsverschillen tussen de winnaar en de tweede na 1947
| Verschil | Winnaar      | Tweede            | Jaar |
| -------- | ------------ | ----------------- | ---- |
| 28'17"   | Fausto Coppi | Stan Ockers       | 1952 |
| 26'16"   | Gino Bartali | Briek Schotte     | 1948 |
| 22'00"   | Hugo Koblet  | Raphaël Géminiani | 1951 |
| 17'54"   | Eddy Merckx  | Roger Pingeon     | 1969 |
| 15'51"   | Luis Ocaña   | Bernard Thévenet  | 1973 |

## Grootste tijdsverschillen tussen de winnaar en de tweede voor 1947
| Verschil | Winnaar        | Tweede                   | Jaar |
| -------- | -------------- | ------------------------ | ---- |
| 2u59'21" | Maurice Garin  | Lucien Pothier           | 1903 |
| 2u16'14" | Henri Cornet   | Jean-Baptiste Dortignacq | 1904 |
| 1u48'21" | Nicolas Frantz | Maurice De Waele         | 1927 |
| 1u42'54" | Firmin Lambot  | Jean Alavoine            | 1919 |
| 1u22'25" | Lucien Buysse  | Nicolas Frantz           | 1926 |

## Meeste gele truien
| Aantal | Renner           |
| ------ | ---------------- |
| 96     | Eddy Merckx      |
| 75     | Bernard Hinault  |
| 60     | Miguel Indurain  |
| 59     | Chris Froome     |
| 54     | Tadej Pogačar    |
| 52     | Jacques Anquetil |
| 38     | Antonin Magne    |
| 37     | Nicolas Frantz   |
| 37     | Philippe Thys    |
| 36     | Louison Bobet    |

## Meeste eindoverwinningen naar land
| Aantal | Land                |
| ------ | ------------------- |
| 36x    | Frankrijk           |
| 18x    | België              |
| 12x    | Spanje              |
| 10x    | Italië              |
| 6x     | Verenigd Koninkrijk |
| 5x     | Luxemburg           |
| 4x     | Slovenië            |
| 3x     | Denemarken          |
| 3x *   | Verenigde Staten    |
| 2x     | Zwitserland         |
| 2x     | Nederland           |
| 1x     | Ierland             |
| 1x     | Duitsland           |
| 1x     | Australië           |
| 1x     | Colombia            |

*Door het ongeldig verklaren van Lance Armstrongs zeven overwinningen: drie in plaats van tien overwinningen voor de Verenigde Staten van Amerika.

## Meeste maal eindwinnaar van de bolletjestrui
| Aantal | Renner              | Jaar                                     |
| ------ | ------------------- | ---------------------------------------- |
| 7x     | Richard Virenque    | 1994, 1995, 1996, 1997, 1999, 2003, 2004 |
| 6x     | Lucien Van Impe     | 1971, 1972, 1975, 1977, 1981, 1983       |
| 6x     | Federico Bahamontes | 1954, 1958, 1959, 1962, 1963, 1964       |
| 3x     | Julio Jiménez       | 1965, 1966, 1967                         |
| 3x     | Tadej Pogačar       | 2020, 2021, 2025                         |

## Aantal eindwinnaars bolletjestrui naar land
| Aantal | Land      |
| ------ | --------- |
| 23x    | Frankrijk |
| 18x    | Spanje    |
| 13x    | Italië    |
| 11x    | België    |
| 5x     | Colombia  |

## Meeste maal eindwinnaar van het puntenklassement
| Aantal | Renner                   | Jaren                                    |
| ------ | ------------------------ | ---------------------------------------- |
| 7x *   | Peter Sagan              | 2012, 2013, 2014, 2015, 2016, 2018, 2019 |
| 6x     | Erik Zabel               | 1996,1997, 1998, 1999, 2000, 2001        |
| 4x     | Sean Kelly               | 1982, 1983, 1985, 1989                   |
| 3x     | Jan Janssen              | 1964, 1965, 1967                         |
| 3x     | Eddy Merckx              | 1969, 1971, 1972                         |
| 3x     | Freddy Maertens          | 1976, 1978, 1981                         |
| 3x     | Djamolidin Abdoezjaparov | 1991, 1993, 1994                         |
| 3x     | Robbie McEwen            | 2002, 2004, 2006                         |

* Peter Sagan wilde Erik Zabel in 2017 evenaren maar werd gediskwalificerd door de valpartij van Mark Cavendish. Het hadden acht groene truien op rij kunnen zijn zonder de diskwalificatie in 2017.

## Aantal eindwinnaars puntenklassement naar land
| Aantal | Land      |
| ------ | --------- |
| 21x    | België    |
| 9x     | Frankrijk |
| 8x     | Duitsland |
| 7x     | Slowakije |
| 5x     | Australië |

## Meeste keren rode lantaarn (laatste plaats in eindklassement)
| Aantal | Renner              | Jaar             |
| ------ | ------------------- | ---------------- |
| 3x     | Wim Vansevenant     | 2006, 2007, 2008 |
| 2x     | Daniel Masson       | 1922, 1923       |
| 2x     | Gerhard Schönbacher | 1979, 1980       |
| 2x     | Mathieu Hermans     | 1987, 1989       |
| 2x     | Jimmy Casper        | 2001, 2004       |

## Meeste keren beste jongere
| Aantal | Renner         | Jaar                   |
| ------ | -------------- | ---------------------- |
| 4x     | Tadej Pogačar  | 2020, 2021, 2022, 2023 |
| 3x     | Jan Ullrich    | 1996, 1997, 1998       |
| 3x     | Andy Schleck   | 2008, 2009, 2010       |
| 2x     | Marco Pantani  | 1994, 1995             |
| 2x     | Nairo Quintana | 2013, 2015             |

## Meeste renners aan de start
| Aantal      | Jaar                                  |
| ----------- | ------------------------------------- |
| 210 renners | 1986                                  |
| 207 renners | 1987                                  |
| 198 renners | 1988-1992, 1996-1997, 2003, 2011-2017 |

## Minste renners aan de start
| Aantal     | Jaar             |
| ---------- | ---------------- |
| 60 renners | 1903, 1905, 1934 |
| 69 renners | 1919             |
| 79 renners | 1939             |
| 80 renners | 1932, 1933       |
| 81 renners | 1931             |

## Meeste Tourdeelnames
| Aantal | Renner              |
| ------ | ------------------- |
| 18x    | Sylvain Chavanel    |
| 17x    | George Hincapie     |
| 17x    | Stuart O'Grady      |
| 17x    | Jens Voigt          |
| 16x    | Joop Zoetemelk      |
| 16x    | Haimar Zubeldia     |
| 15x    | Vjatsjeslav Jekimov |
| 15x    | Christophe Moreau   |
| 15x    | Guy Nulens          |
| 15x    | Lucien Van Impe     |
| 15x    | Thomas Voeckler     |
| 15x    | Mark Cavendish      |
| 14x    | André Darrigade     |
| 14x    | Jules Deloffre      |
| 14x    | Sean Kelly          |
| 14x    | Raymond Poulidor    |
| 14x    | Erik Zabel          |
| 14x    | Alejandro Valverde  |
| 14x    | Geraint Thomas      |

## Meeste etappezeges
| Aantal | Renner            |
| ------ | ----------------- |
| 35x    | Mark Cavendish    |
| 34x    | Eddy Merckx       |
| 28x    | Bernard Hinault   |
| 25x    | André Leducq      |
| 22x    | André Darrigade   |
| 21x    | Tadej Pogačar     |
| 20x    | Nicolas Frantz    |
| 19x    | François Faber    |
| 17x    | Jean Alavoine     |
| 16x    | Jacques Anquetil  |
| 16x    | René le Greves    |
| 16x    | Charles Pélissier |
| 15x    | Freddy Maertens   |

## Meeste etappeoverwinningen in één Tour
| Aantal | Renner            | Jaar       |
| ------ | ----------------- | ---------- |
| 8x     | Freddy Maertens   | 1976       |
| 8x     | Eddy Merckx       | 1970, 1974 |
| 8x     | Charles Pélissier | 1930       |
| 7x     | Gino Bartali      | 1948       |
| 7x     | Bernard Hinault   | 1979       |

## Meeste overwinningen in een sprint in één Tour
| Aantal | Renner            | Jaar       |
| ------ | ----------------- | ---------- |
| 7x     | Charles Pélissier | 1930       |
| 6x     | Mark Cavendish    | 2009       |
| 6x     | René le Greves    | 1936       |
| 5x     | Mark Cavendish    | 2010, 2011 |
| 5x     | Freddy Maertens   | 1976, 1981 |
| 5x     | Marcel Kittel     | 2017       |

## Meeste overwinningen in een bergetappe in één Tour
| Aantal | Renner         | Jaar |
| ------ | -------------- | ---- |
| 5x     | Tadej Pogačar  | 2024 |
| 5x     | Gino Bartali   | 1948 |
| 4x     | François Faber | 1909 |
| 4x     | Luis Ocaña     | 1973 |

## Meeste overwinningen in de proloog
| Aantal | Renner            |
| ------ | ----------------- |
| 5x     | Bernard Hinault   |
| 4x     | Fabian Cancellara |
| 3x     | Chris Boardman    |
| 3x     | Thierry Marie     |
| 3x     | Eddy Merckx       |

## Tourwinnaars met het hoogste gemiddelde

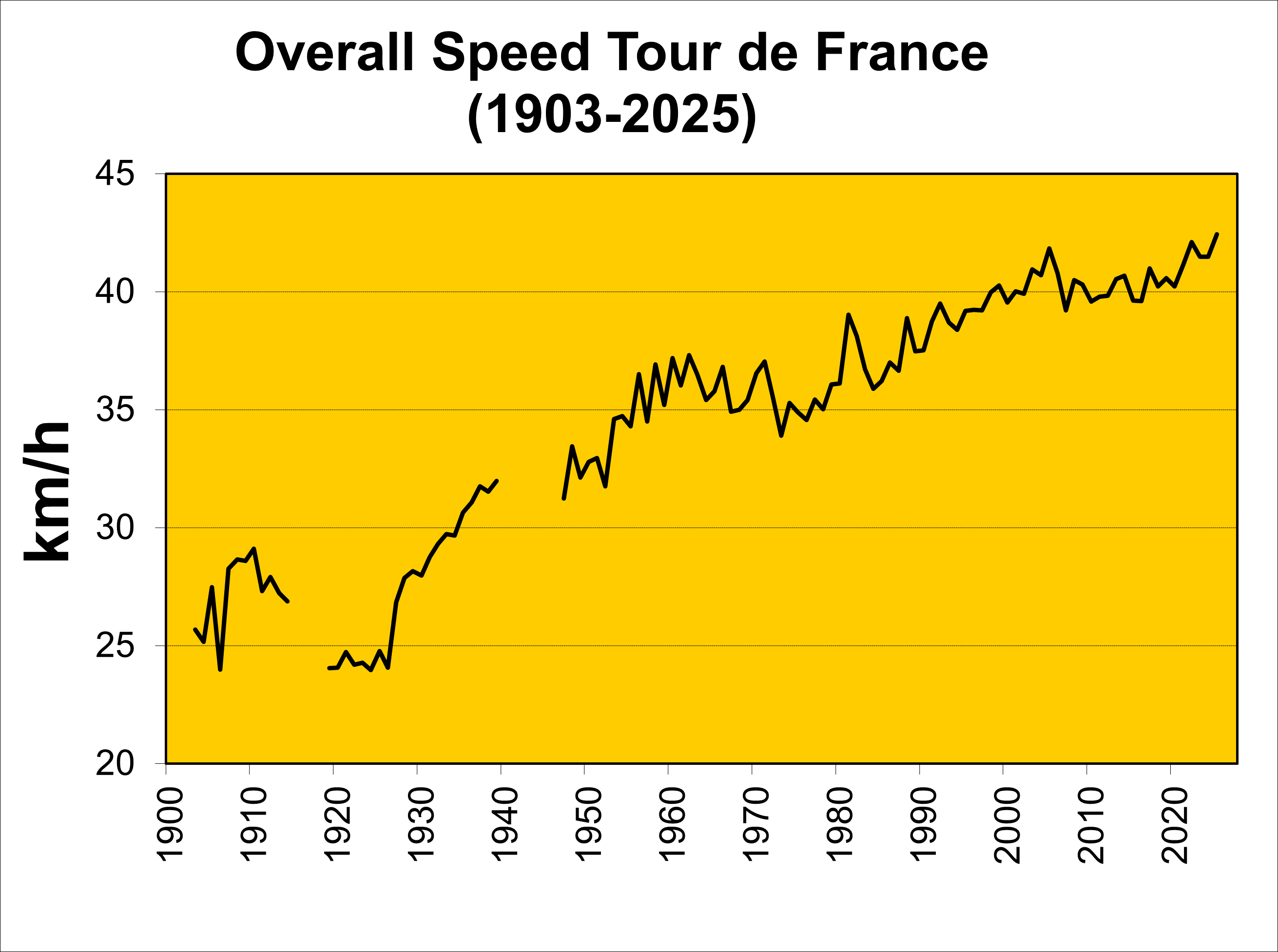
De gemiddelde snelheid van de Ronde van Frankrijk in de loop van de jaren

|   | Renner           | Snelheid                                |
| - | ---------------- | --------------------------------------- |
| 1 | Tadej Pogačar    | gem. 42,425 km/h over 3302 km in 2025   |
| 2 | Jonas Vingegaard | gem. 42,030 km/h over 3328 km in 2022   |
| 3 | Tadej Pogačar    | gem. 41,163 km/h over 3414,2 km in 2021 |
| 4 | Chris Froome     | gem. 40,995 km/h over 3540 km in 2017   |
| 5 | Óscar Pereiro    | gem. 40,784 km/h over 3657 km in 2006   |
| 6 | Vincenzo Nibali  | gem. 40,662 km/h over 3660,5 km in 2014 |
| 7 | Egan Bernal      | gem. 40,576 km/h over 3265,8 km in 2019 |
| 8 | Chris Froome     | gem. 40,542 km/h over 3404 km in 2013   |
| 9 | Carlos Sastre    | gem. 40,492 km/h over 3559,5 km in 2008 |

## Langste solo-ontsnappingen sinds 1947
| Nr. | jaar | Renner                   | lengte   | Etappe                                      |
| --- | ---- | ------------------------ | -------- | ------------------------------------------- |
| 1   | 1947 | Albert Bourlon           | 253 km   | 14e Etappe Carcassonne - Luchon             |
| 2   | 1991 | Thierry Marie            | 234 km   | 6e Etappe Arras - Le Havre                  |
| 3   | 1965 | José Pérez Francés       | 223 km   | 11e Etappe Ax-les-Thermes - Barcelona       |
| 4   | 1977 | Bernard Quilfen          | 222 km   | 14e Etappe Besançon - Thonon-les-Bains      |
| 5   | 1950 | Maurice Blomme           | 214 km   | 12e Etappe Saint-Gaudens - Perpignan        |
| 6   | 1966 | Pierre Beuffeuil         | 205 km   | 21e Etappe Montluçon - Orléans              |
| 7   | 1950 | Marcel Dussault          | 200 km   | 10e Etappe Bordeaux - Pau                   |
| 8   | 1968 | Roger Pingeon            | 193 km   | 15e Etappe Font Romeu - Albi                |
| 9   | 2017 | Guillaume Van Keirsbulck | 190,7 km | 4e Etappe Mondorf-les-Bains - Vittel        |
| 10  | 2007 | Bradley Wiggins          | 190,5 km | 6e Etappe Semur-en-Auxois – Bourg-en-Bresse |

## Top 3 van de snelste proloog, tijdrit, ploegentijdrit en etappe
Proloog
| Nr. | Renner            | Snelheid                             |
| --- | ----------------- | ------------------------------------ |
| 1   | Chris Boardman    | gem. 55,152 km/h over 7,2 km in 1994 |
| 2   | Chris Boardman    | gem. 54,193 km/h over 5,6 km in 1998 |
| 3   | Fabian Cancellara | gem. 53,660 km/h over 7,9 km in 2007 |

Tijdrit
| Nr. | Renner          | Snelheid                              |
| --- | --------------- | ------------------------------------- |
| 1   | Rohan Dennis    | gem. 55,446 km/h over 13,8 km in 2015 |
| 2   | David Zabriskie | gem. 54,676 km/h over 19 km in 2005   |
| 3   | Greg LeMond     | gem. 54,545 km/h over 24,5 km in 1989 |

Ploegentijdrit
| Nr. | Ploeg             | Snelheid                              |
| --- | ----------------- | ------------------------------------- |
| 1   | Orica-GreenEdge   | gem. 57,841 km/h over 25 km in 2013   |
| 2   | Discovery Channel | gem. 57,320 km/h over 67,5 km in 2005 |
| 3   | Garmin-Cervélo    | gem. 55,545 km/h over 23 km in 2011   |

Etappe
| Nr. | Renner          | Snelheid                               |
| --- | --------------- | -------------------------------------- |
| 1   | Mario Cipollini | gem. 50,355 km/h over 194,5 km in 1999 |
| 2   | Pablo Lastras   | gem. 49,938 km/h over 203,5 km in 2003 |
| 3   | Johan Bruyneel  | gem. 49,417 km/h over 158 km in 1993   |

## Hoogste bergen in de Tour
| Nr. | Berg                   | Hoogte | Lengte  | %    | Tourdebuut |
| --- | ---------------------- | ------ | ------- | ---- | ---------- |
| 1   | Col de l'Iseran        | 2764 m | 33 km   | 7,4% | 1938       |
| 2   | Agnelpas               | 2744 m | 22 km   | 6.5% | 2008       |
| 3   | Col de Restefond       | 2680 m | 23 km   | 6,6% | 1962       |
| 4   | Col du Galibier        | 2646 m | 35 km   | 6,8% | 1911       |
| 5   | Grote Sint-Bernhardpas | 2469 m | 33 km   | 5,7% | 1949       |
| 6   | Col du Granon          | 2413 m | 16,8 km | 7,2% | 1986       |
| 7   | Port d'Envalira        | 2408 m | 35 km   | 6,1% | 1964       |
| 8   | Col d'Izoard           | 2360 m | 20 km   | 7,1% | 1922       |
| 9   | Lombardapas            | 2350 m | 22 km   | 6,9% | 1993       |
| 10  | Col de la Cayolle      | 2326 m | 29 km   | 4,1% | 1950       |

 winnaars gele trui · 
 puntenklassement · 
 bergklassement · 
 jongerenklassement · 
 tussensprintklassement · 
 combinatieklassement · 
 ploegenklassement · 
 strijdlust · 
rode lantaarn
records · meeste deelnames · ranglijst etappewinnaars · bekende beklimmingen · valpartijen · dopinggevallen · Grand Départ · Souvenir Henri Desgrange
1903 · 
1904 · 
1905 · 
1906 · 
1907 · 
1908 · 
1909 · 
1910 · 
1911 · 
1912 · 
1913 · 
1914 ·
1915 ·
1916 ·
1917 ·
1918 · 
1919 · 
1920 · 
1921 · 
1922 · 
1923 · 
1924 · 
1925 · 
1926 · 
1927 · 
1928 · 
1929 · 
1930 · 
1931 · 
1932 · 
1933 · 
1934 · 
1935 · 
1936 · 
1937 · 
1938 · 
1939 · 
1940 ·
1941 ·
1942 ·
1943 ·
1944 ·
1945 ·
1946 ·
1947 · 
1948 · 
1949 · 
1950 · 
1951 · 
1952 · 
1953 · 
1954 · 
1955 · 
1956 · 
1957 · 
1958 · 
1959 · 
1960 · 
1961 · 
1962 · 
1963 · 
1964 · 
1965 · 
1966 · 
1967 · 
1968 · 
1969 · 
1970 · 
1971 · 
1972 · 
1973 · 
1974 · 
1975 · 
1976 · 
1977 · 
1978 · 
1979 · 
1980 · 
1981 · 
1982 · 
1983 · 
1984 · 
1985 · 
1986 · 
1987 · 
1988 · 
1989 · 
1990 · 
1991 · 
1992 · 
1993 · 
1994 · 
1995 · 
1996 · 
1997 · 
1998 · 
1999 · 
2000 · 
2001 · 
2002 · 
2003 · 
2004 · 
2005 · 
2006 · 
2007 · 
2008 · 
2009 · 
2010 · 
2011 · 
2012 · 
2013 · 
2014 · 
2015 · 
2016 · 
2017 · 
2018 · 
2019 ·
2020 · 
2021 · 
2022 · 
2023 · 
2024 · 
2025